# 달콤한 악마의 유혹
《달콤한 악마의 유혹》(영어: Shortcut to Happiness)은 미국에서 제작된 앨릭 볼드윈 감독의 2007년 판타지 코미디 영화이다. 앤서니 홉킨스, 앨릭 볼드윈, 제니퍼 러브 휴잇, 댄 애크로이드, 킴 커트랠, 에이미 폴러 등이 출연하였고, 데이비드 글래서 등이 제작에 참여하였다.
박스 오피스 봄이 되었으며, 전반적으로 부정 평가를 받았다.

## 줄거리
친구 줄리어스가 승승장구하는 사이 인생 최악의 시기를 보내고 있던 작가 제이베즈는 아름다운 여성의 모습으로 나타난 악마를 만나 줄리어스와 입장이 뒤바뀌는 대가로 영혼을 바치는 계약을 맺는다.
그러나 반대급부로 주변 관계가 망가지고 줄리어스가 사망하자 제이베즈는 악마에게 계약을 철회하게 해달라고 빈다. 악마가 코웃음만 치자 제이베즈는 유명 웅변가 대니얼 웹스터에게 도움을 청한다.
이에 대니얼이 제이베즈의 변호를 맡고, 악마가 저세상을 대변하고, 트루먼 커포티, 재클린 수잰, 어니스트 헤밍웨이, 오스카 와일드, 마리오 푸조, 샬럿 브론테, 제임스 조이스, 에밀리 디킨슨 등이 배심원으로 참여하고, 줄리어스가 판사를 보는 법정 공방이 벌어지기 시작한다.

## 출연
- 앤서니 홉킨스 - 대니얼 웹스터 역
- 앨릭 볼드윈 - 제이베즈 스톤 역
- 제니퍼 러브 휴잇 - 악마 역
- 댄 애크로이드 - 줄리어스 젠슨 역
- 킴 커트랠 - 콘스턴스 허리 역
- 배리 밀러 - 마이크 와이스 역
- 에이미 폴러 - 몰리 길크레스트 역
- 마이크 도일 - 루크 역
- 제이슨 패트릭 - 레이 역
- 존 새비지 - 조니 역
- 보비 캐너발리 - 경찰 역
- 대럴 해먼드 - 앤드루 베일리 역

## 기타 제작진
- 총괄 제작·라인 제작: 제프 G. 왁스먼
- 공동 제작·제작 고문: 마이클 Z. 고든
- 제작 고문: 클린트 모리스
- 배역: 애나 매니스컬코, 그랜트 윌플리
- 미술: 에드워드 피소니
- 세트: 베스 쿠슈닉